# アイラン

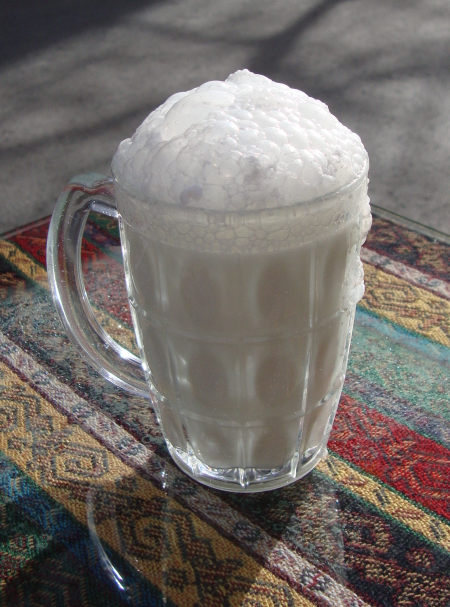
北西トルコ風の泡立ちタイプSusurluk Ayranı

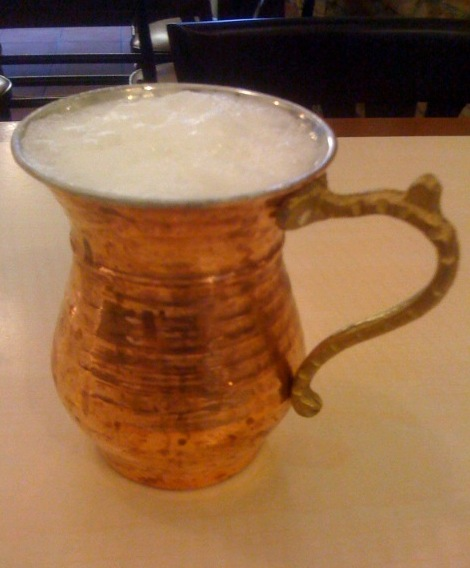
筒で混ぜ、泡があまりないYayık Ayranı

アイラン（トルコ語:ayran、ロシア語、キルギス語:айран、ウイグル語：ئايران）は、ヨーグルトに水と塩を混ぜた飲料である。バルカン半島から中東や中央アジアまで広い地域で愛飲されている 。

## 概要
西暦552‐745年ごろには、トルコではサワーヨーグルトの酸味を抑えるために、ヨーグルトに水と塩を混ぜていた。これはアイラン（トルコ語:ayran）と呼ばれ、バルカン半島から中東や中央アジアまで広い地域で愛飲されている。
これはもともとヨーグルトに塩を加えて長期保存しようとしたことが起源と考えられている。よく撹拌して供するため、新鮮なアイランは泡を含んでいる。水の代わりにキュウリの汁やニンニク、牛乳を入れたり、更に黒コショウで味付けしたりする。味も地域差があり、酸味の強さなどが異なる。また、撹拌して出されるため、泡を伴うものもあり、特に北西トルコ風のものは泡が多いが、撹拌に使う容器の違いなどで泡がほとんどないものもある。
ブルガリア語ではアイリャン（Айрян / Ayryan）と呼ばれる。ブルガリアでは味をつけずにそのまま食卓に供される。ミントの葉を刻んでアイランに入れることもある。
ギリシャ語ではアリアニAριάνιと呼ぶ。
ウズベキスタンではチャロップという。
アフガニスタンとイランではドゥーグ（دوغ）と呼ばれ、アフガニスタンでは水で薄めたヨーグルトにキュウリと塩を入れ、イランでは黒コショウとミントを加える。イラクではシニーナ（شنينة）、マシュリクではラバン（لبن）と呼ばれる。
トルコでは、アイランの根強い人気はコカ・コーラなどの現代企業が参入するソフトドリンク市場に対抗するほどである。マクドナルドも地域限定メニューとしてアイランを平常から採用している。アゼルバイジャン、シリア、レバノンではファストフード店を含むすべてのレストランが供しているが、トルコとブルガリアではスーパーマーケットが主な市場である。トルコの田舎では、客のもてなしにアイランを供する。甘みをつけられていないアイランは、ヨーグルト本来の酸味があり、羊肉が多用されるこの地方の料理との相性はとても良い。また、炎暑の季節に喉の渇きを癒すのにもうってつけである。